# Лакол
Лакол (кирг. Лакол) — село в Нарынском районе Нарынской области Кыргызстана. Административный центр Кара-Куджурского аильного округа, куда также входит село Джер-Кёчкю. Расположено в 121 км к северо-востоку от города Нарын, в 131 км от железнодорожной станции Рыбачье.
Население в 1988 году составляло 1110 человек, в 2009 году — 1000.
Находится в зоне сейсмической активности.
По данным 1991 года вместе с селом Джер-Кёчкю относилось к Каракуджурскому сельсовету, жители занимались овцеводством, имелись средняя школа, клуб, врачебная амбулатория, больница, библиотека.